# Stora Skogssjön (Ambjörnarps socken, Västergötland)
Stora Skogssjön är en sjö i Tranemo kommun i Västergötland och ingår i Ätrans huvudavrinningsområde. Sjön har en area på 0,0556 kvadratkilometer och ligger 165,1 meter över havet.

## Delavrinningsområde
Stora Skogssjön ingår i det delavrinningsområde (636555-134830) som SMHI kallar för Ovan Grysjöån. Medelhöjden är 180 meter över havet och ytan är 15,12 kvadratkilometer. Räknas de 4 avrinningsområdena uppströms in blir den ackumulerade arean 56,73 kvadratkilometer. Lillån (Kalvån) som avvattnar avrinningsområdet har biflödesordning 2, vilket innebär att vattnet flödar genom totalt 2 vattendrag innan det når havet efter 128 kilometer. Avrinningsområdet består  mestadels av skog (71 %). Avrinningsområdet har 1,09 kvadratkilometer vattenytor vilket ger det en sjöprocent på 3,4 %. Bebyggelsen i området täcker en yta av 0,37 kvadratkilometer eller 1 % av avrinningsområdet.